# Volvo Europa Truck
Volvo Europa Truck is de tweede vrachtwagenfabriek in België, naast de fabriek van DAF Trucks in Westerlo, en de grootste binnen Volvo Trucks. De fabriek is gelegen in het industriegebied Schansakker te Oostakker, deelgemeente van Gent. In Gent ligt ook de fabriek Volvo Cars Gent.
Volvo start haar vrachtwagenproductie in België in 1964 in Alsemberg. In 1975 start de productie in Oostakker en in 1980 het afwerkingscentrum voor vrachtwagens. Er werken dan 730 werknemers in Oostakker en 235 in Alsemberg. De productie is tweeledig: het ontwerpen en ontwikkelen van vrachtwagens en de assemblage ervan.
De fabriek in Oostakker produceert ± 30% van de totale Volvo-vrachtwagenproductie wereldwijd.
De huidige modellen die er geproduceerd worden zijn de zware Volvo FH / Volvo FM-trucks. De middelzware Volvo FL / Volvo FE-trucks worden sinds zomer 2014 in Blainville in Frankrijk gebouwd.
Er worden ongeveer 40.000 vrachtwagens per jaar gemaakt in de fabriek en er werken ongeveer 2500 personen.